# Bravo Sport
Bravo Sport – przeznaczony przede wszystkim dla nastolatków miesięcznik o tematyce sportowej, który był wydawany w latach 1997–2020 przez wydawnictwo Bauer. Zawierał informacje na temat piłki nożnej, które uzupełniane były wiadomościami z dziedzin koszykówki, siatkówki, skoków narciarskich itp. Przedstawiał również życie (nie tylko zawodowe) znanych postaci ze świata sportu.
W czasopiśmie można było znaleźć m.in. wywiady ze sportowcami, plakaty, dział rozrywki (krzyżówki, komiksy czy też tzw. dymki). Co jakiś czas do pisma dołączane były dodatki m.in. zośki, diody do komórek, joja, kalendarze lub tego typu podobne. Na jego łamach organizowane były konkursy i zabawy z nagrodami. Ostatni numer ukazał się w listopadzie 2020.